# Adoxotoma nodosa
Adoxotoma nodosa is een spinnensoort in de taxonomische indeling van de springspinnen (Salticidae).
Het dier behoort tot het geslacht Adoxotoma. De wetenschappelijke naam van de soort werd voor het eerst geldig gepubliceerd in 1879 door Ludwig Carl Christian Koch.

## Synoniemen
- Astia nodosa

## Verspreidingsgebied
De soort wordt aangetroffen in Queensland.